# Kiasseh
Kiasseh, auch Chiasse, war eine Masseneinheit (Gewicht) in Albanien. Das Maß war für Mais und Weizen bestimmt. Andere Dinge wurden, neben anderen Maßen wie Tschenack oder Xaj, nach dem Tagari, der gleich 20 Oken war, gewogen. Es gab regionale Unterschiede.
- Vlora: 1 Kiasseh = 44 Oken (≈ 1,28 Kilogramm) = 112 Pfund (Preußen = 30 Lot) plus 22 Lot (Preußen = 16,667 Gramm)[1] = 56,368 Kilogramm
- Durrës: 1 Kiasseh = 25 Oken = 64 Pfund 1 Lot[1] = 32,017 Kilogramm
- Berat: 1 Kiasseh = 35 Oken = 89 Pfund 20 Lot[1] = 44,834 Kilogramm